# 久伊豆社 (白岡市)
久伊豆社（ひさいずしゃ）は、埼玉県白岡市の神社。

## 歴史
創建年代は不明である。ただ当社近くの寿楽院が1571年（元亀2年）の開山であることから、その頃に創建されたものと推測される。当地は地元の武士団「野与党」の一族鬼窪氏の拠点であり、現在の当社氏子総代も鬼窪氏である。
1875年（明治8年）、近代社格制度に基づく「村社」に列せられ、1913年（大正2年）の神社合祀により、周辺の3社が合祀された。
当社には獅子舞が伝わっている。これは元々大正期に合祀された諏訪社に伝わっていたもので、1828年（文政2年）に武蔵国足立郡深作村（現・さいたま市見沼区深作）から伝わったものという。雨乞いのご利益があるとされている。現在は隔年ごとに「ささら獅子舞保存会」によって奉納される。

## 文化財
- 小久喜の獅子舞（白岡市指定無形民俗文化財 昭和50年11月1日指定）[3]

## 交通アクセス
- 白岡駅より徒歩10分。